# Municipio de Amatenango de la Frontera
El municipio de Amatenango de la Frontera es uno de los 124 municipios que integran el estado mexicano de Chiapas, localizado junto a la frontera con Guatemala, de donde adopta su nombre.

## Geografía
Amatenango de la Frontera se localiza en la zona sur del estado de Chiapas, integra la Región VII. La Sierra y limita al norte con el municipio de Frontera Comalapa, al oeste con el municipio de Bella Vista, al suroeste con el municipio de Bejucal de Ocampo y con el municipio de La Grandeza y al sur con el municipio de Mazapa de Madero, al este limita con la República de Guatemala, en particular con el Departamento de Huehuetenango.
Tiene una extensión territorial total de 171,4 kilómetros cuadrados que representan el 0,22% de la superficie total de Chiapas.

### Orografía e hidrografía
El municipio es casi totalmente motañoso por encontrarse asentado en la Sierra Madre de Chiapas, que es más elevada en su extremo sur y desciende en forma gradual hacia al norte.
La principal corriente fluvial del municipio es el alto Río Grijalva y su afluentes, que reciben los nombres locales de río Mazapa, río Blanco, río Guerrero, río Comalatengo y otros más; todo el municipio de Amatenango de la Frontera pertenece a la Cuenca del río Grijalva-La Concordia y a la Región hidrológica Grijalva-Usumacinta.

### Clima y ecosistemas
El clima que se registra en Amatenango de la Frontera se divide en dos zonas, la más elevada registra clima Semicálido húmedo con abundantes lluvias en verano, mientras que en la zonas bajas del territorio el clima es Cálido subhúmedo con lluvias en verano; la temperatura anual promedio de todo el territorio va de 26 a los 28 °C; y la precipitación total anual es de 2,000 a 1,000 mm.
La flora del municipio se divide también según la altitud de su territorio, las zonas elevadas se encuentra cubiertas por bosque templado, mientras que en las menos elevadas se localiza selva baja, las principales especies vegetales que se encuentran están el pino y el encino.
Entre las principales especies animales están culebra ocotera, gavilán golondrino, picamadero, ardilla voladora, jabalí, murciélago, venado y zorrillo.

## Demografía
De acuerdo a los resultados del Censo de Población y Vivienda realizado en 2010 por el Instituto Nacional de Estadística y Geografía, la población total del municipio de Amatenango de la Frontera es de 29 547 habitantes, de los cuales 14 447 son hombres y 15 100 son mujeres; por lo cual el porcentaje de población masculina es de 48.1%, la tasa de crecimiento poblacional anual de 2000 a 2005 ha sido de -0.5%, el 39.3% de la población tiene menos de 15 años de edad, y entre ésta edad y los 64 años se encuentran el 55.7%, el 11.1% de la población vive en localidades de más de 2,500 habitantes y por tanto consideradas urbanas, y el 2.3% de los habitantes mayores de 15 años de edad son hablantes de alguna Lenguas de México|lengua indígena.

### Grupos étnicos
El 2.3% de la población mayor de cinco años de Amatenango de la frontera es hablante de alguna lengua indígena, lo cual representa un total de 509 personas, de las cuales 282 son hombres y 227 mujeres; 488 de los cuales son bilingües al español, 3 son únicamente monolingües y 18 no especificaron ésta condición. La lengua indígena más hablada es el idioma jacalteco con 304 hablantes, seguido del idioma mame, con 146 hablantes, existen además 16 hablantes de idioma kanjobal, 4 de idioma tzeltal, 4 de idioma cakchiquel, 2 de idioma maya y 1 de idioma mixe.

### Localidades
En el censo de 2020 el municipio de Amatenango de la Frontera contaba con 113 localidades.
| Código INEGI      | Localidad                 | Población (2020) |
| ----------------- | ------------------------- | ---------------- |
| 070060038         | El Pacayal                | 3 261            |
| 070060044         | Potrerillo                | 2 559            |
| 070060034         | Nuevo Amatenango          | 1 536            |
| 070060014         | Guadalupe Victoria        | 1 534            |
| 070060050         | Río Guerrero              | 1 025            |
| 070060001         | Amatenango de la Frontera | 773              |
| Otras localidades | Otras localidades         | 21 047           |
| Total municipal   | Total municipal           | 31 735           |

## Política
El gobierno del municipio le corresponde al ayuntamiento, que está formado por el presidente municipal, 1 síndico y un cabildo integrado por 6 regidores electos por mayoría relativa, todos mediante elección popular, directa y secreta para un periodo de tres años que no pueden ser renovables de forma continua pero si manera intercalada; todos entran a ejercer su cargo el día 1 de enero del año siguiente a la elección.

### Representación legislativa
Para la elección de Diputados representantes de la población tanto al Congreso de Chiapas como a la Cámara de Diputados de México, la integración de Amatenango de la Frontera es como sigue:
Local:
- XVII Distrito Electoral Local de Chiapas con cabecera en Motozintla.[18]

Federal:
- XI Distrito Electoral Federal de Chiapas con cabecera en la ciudad de Huixtla.[19]

### Presidentes municipales
- (1989-1991): C.Romeo Herminio Esteban Figueroa
- (2002 - 2004): C.Ovilio Mauricio Vázquez
- (2005 - 2007): Profr. Félix Toledo Rodríguez
- (2007 - 2010): Lic. José Luis Rodríguez Carrillo
- (2010 - 2012): Ing. Samuel Gómez Carbajal
- (2012 - 2015): CP. Eddie Magnol Jiménez Fernández
- (2015 - 2018): Ing. Edwin Martínez Martínez